# Par habitude (film, 1923)
Pour les articles homonymes, voir Par habitude (homonymie).
Par habitude est un court métrage muet français, réalisé par Henri Diamant-Berger et sorti en 1923.

## Fiche technique
- Réalisation et production : Henri Diamant-Berger
- Scénario : Henri Diamant-Berger, d'après une œuvre originale de Max Linder
- Pays de production : France
- Format : Noir et blanc - Muet - 1,33:1 - 35 mm
- Genre : court métrage comique
- Durée : 27 minutes
- Date de sortie : 
  - France : 21 novembre 1923

## Distribution
- Maurice Chevalier : Maurice
- Pauline Carton
- Georges Milton
- Jane Myro
- Marcel Vallée